# Jarya

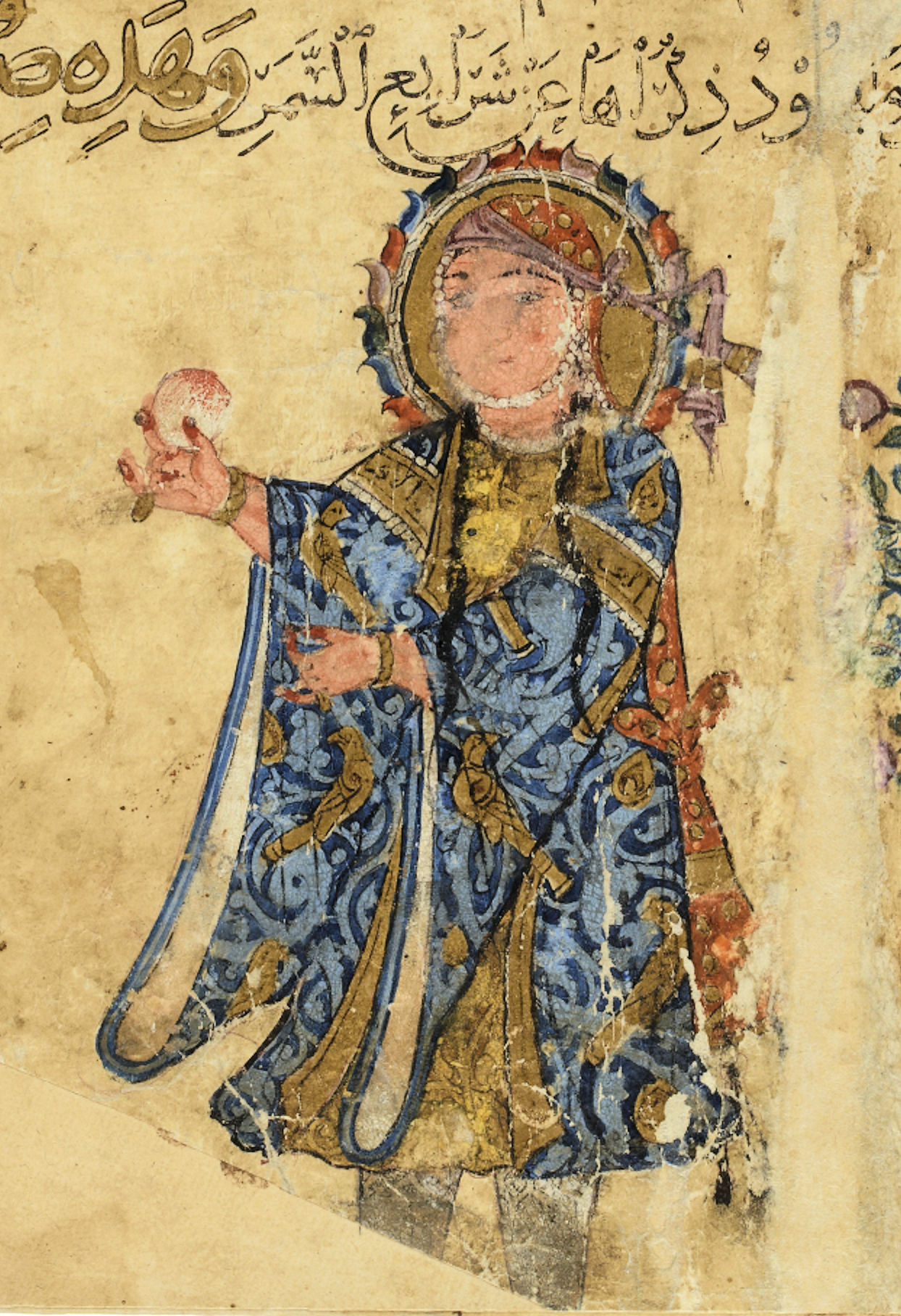
En jarya, Maqamat of Al-Hariri, 1200–1210.

Jarya eller jawaris var benämningen på en kvinnlig sexslav i det historiska muslimska Mellanöstern. Hon förutsattes ha studerat konst, musik, litteratur, vetenskap och andra ämnen, för att även kunna underhålla sin ägare med annat än sex och skönhet.
En jarya skilde sig från den samtida qiyan eftersom hon till skillnad från denna inte uppträdde offentligt utan enbart för den man som "ägde" henne. Hon kunde uppnå en hög bildning och skicklighet i många ämnen, och i vissa fall uppnå inflytande över sin ägare. Under den muslimska medeltiden kritiserades hon av vissa islamiska författare på grund av det inflytande hon ibland utövade. 
Jaryas – liksom qyians – blev kända som fenomen under abbasidkalifatets tid. Fenomenet tycks ha framträtt parallellt med att arabvärldens fria kvinnor alltmer försvann från det offentliga livet och isolerades från män genom könssegregation i harem.